# Czechosłowacki rząd emigracyjny
Czechosłowacki rząd emigracyjny (czes. Prozatímní státní zřízení) – pierwotnie powstały jako Czechosłowacki Komitet Narodowy w Paryżu 17 listopada 1939, po upadku Francji przeniesiony do  Londynu.
Początkowo nieuznawany przez aliantów zachodnich, którzy trzymali się ustaleń układu monachijskiego licząc, że w ten sposób zjednają sobie konserwatywną opozycję antyhitlerowską w Niemczech. Po upadku Francji i zastąpieniu Chamberlaina przez Churchilla w lipcu 1940 Komitet przekształcił się w rząd czechosłowacki, który jako pierwszy został uznany przez rząd gen. Sikorskiego. Ostatecznie Brytyjczycy uznali rząd Benesza jako reprezentanta przedwojennej Czechosłowacji 18 lipca 1941 już po rozpoczęciu operacji Barbarossa.
Premierem od 21 lipca 1940 do 5 kwietnia 1945 był rzymskokatolicki ksiądz Jan Šrámek.